# Villa Poschi
Villa Poschi si trova nella frazione di Pugnano nel comune di San Giuliano Terme, sulla strada statale Abetone 212.

## Storia e descrizione
La villa venne eretta nel Settecento, a partire da edifici preesistenti databili al XVI o XVII secolo. Negli estimi catastali seicenteschi si legge infatti come in questo luogo esistesse una "casa da cittadino con colombaia e sue appartenenze con chiostra avanti e con casa separata per il lavoratore". Venne innalzata ed abbellita dal 1791, quando ne divenne proprietario il nobiluomo pisano Vincenzo Poschi, come ricorda anche una lapide sul retro dell'edificio.
La via affianca la strada statale e vi è collegata con un vialetto trasversale che fa da asse per il giardino all'italiana.

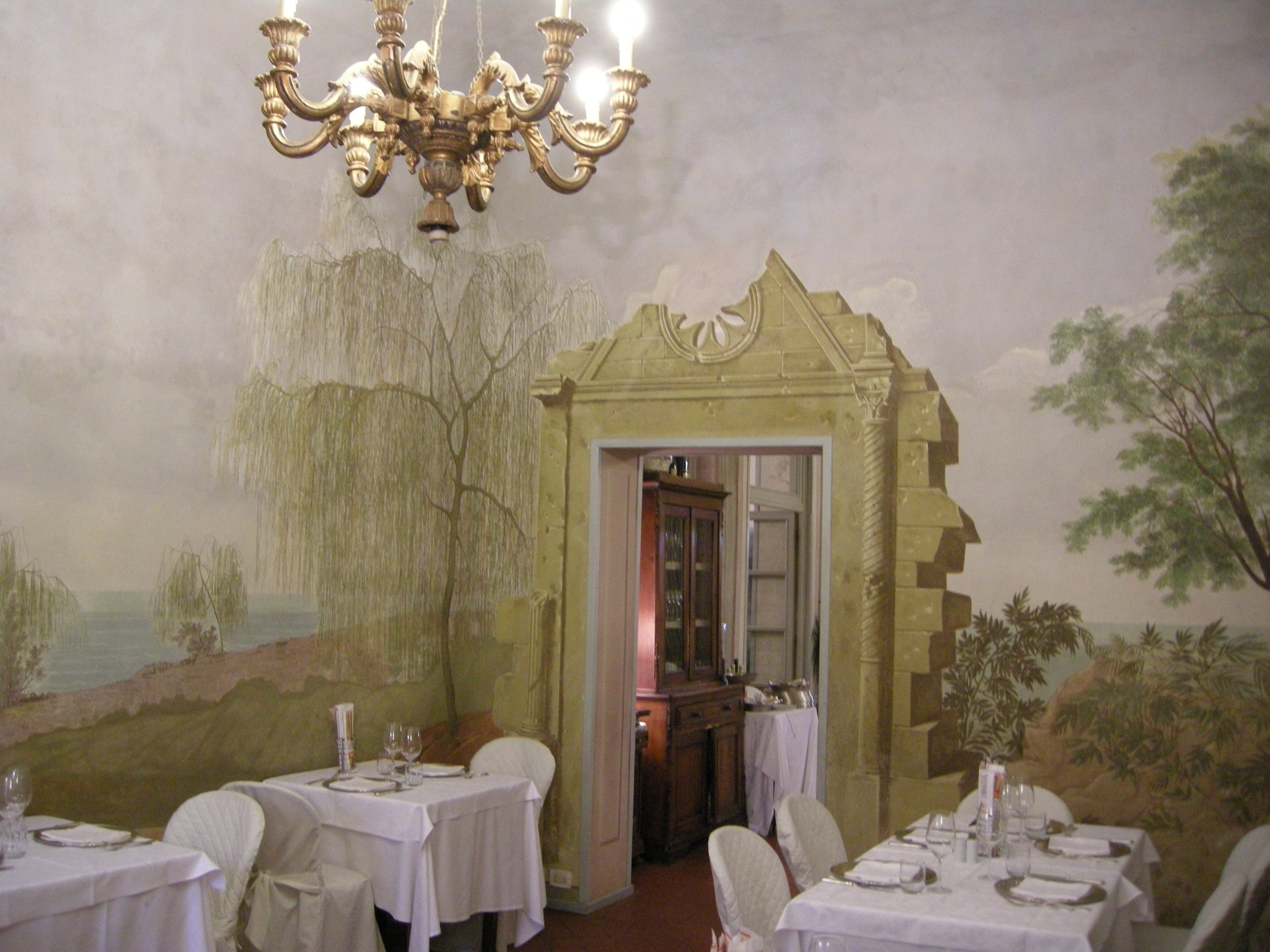
Sala delle rovine

Al piano terra le stanze sono organizzate lungo un corridoio che porta al vano scale, attorno al quale sono organizzati i due piani superiori. Numerose sale sono decorate da affreschi, ciascuna con un tema diverso. Il salone al pian terreno ha infatti un gusto neoclassico, con finte colonne, mentre quello al piano superiore è di gusto vedutistico, con paesaggi affrescati a partire da studi dal vero o da stampe dell'epoca, tra cui una veduta marina che ricorda il porto di Livorno; una sala al piano terra è decorata come se si trattasse di un vano aperto nel paesaggio naturale tra rovine.
La villa ospita oggi un ristorante.